# Ricordo di Fleeming Jenkin
Ricordo di Fleeming Jenkin (titolo originale Memoir of Fleeming Jenkins) è un breve romanzo storico-biografico scritto da Robert Louis Stevenson, a ricordo dell'ingegnere Fleeming Jenkin, nel 1887. L'ingegnere era stato insegnante di Stevenson all'Università di Edimburgo, anche se poi lo scrittore non terminò i corsi. Stevenson veniva da una famiglia di ingegneri e costruttori di fari, ma nonostante l'ammirazione che sentiva, tanto da poter definire Jenkin (1833-1885) "modello di una vita che non fu", preferì l'avventura di viaggiare e dello scrivere. Rimase comunque amico del professore e della moglie, tanto che all'origine di questo libro vi fu la richiesta di lei di fornire un'introduzione alle opere postume del marito.

## Edizioni
- Ricordo di Fleeming Jenkin, a cura di Remo Ceserani e Paolo Zanotti, Palermo, Sellerio, 1996 ISBN 88-389-1225-4